# Tirto (Salam)
Tirto is een bestuurslaag in het regentschap Magelang van de provincie Midden-Java, Indonesië. Tirto telt 2180 inwoners (volkstelling 2010).